# Anglisierung
Als Anglisierung bezeichnet man die Angleichung der Schreibung eines einzelnen fremdsprachlichen Wortes oder Namens an die englische Laut-Buchstaben-Zuordnung.
So sind englisch noodle und poodle Anglisierungen der deutschen Wörter Nudel und Pudel. Bekannte anglisierte Wörter indischen Ursprungs sind etwa bungalow, chutney, cummerbund, curry, punch und shampoo. Eine halbe Lehnübersetzung ist dagegen die Anglisierung des hessischen Adelsgeschlechts Battenberg in Mountbatten (englisch mount ‚Berg‘) von 1917.